# Javornický potok
Der Javornický potok, auch Javorník (deutsch Jauernigbach) ist ein linker Nebenfluss der Raczyna in Tschechien und Polen.

## Verlauf
Der Javornický potok entspringt unweit der polnischen Grenze am Nordosthang der Travná (Krautenwälder Berg, 711 m) im Reichensteiner Gebirge in Tschechien. Seine Quelle liegt in einem Kessel unterhalb des Krautenwalder bzw. Landecker Passes (polnisch: Przełęcz Lądecka, tschechisch: Travenské sedlo). Auf seinem nach Nordosten führenden Lauf fließt der Bach durch Travná und durchbricht danach zwischen dem Štít (Helmberg, 642 m), Strmý vrch (Tauchgründelberg, 543 m), Patzeltberg und Schuberthübel das Gebirge in einem zum Naturreservat Račí údolí gehörigen tiefen Engtal mit Felsformationen. Nachfolgend fließt der Bach durch Podměstí und tritt bei Javorník in das Tiefland Przedgórze Paczkowskie (Patschkauer Vorland) ein. Über Ves Javorník fließt der Javornický potok schließlich auf polnisches Gebiet, wo er nach einem Kilometer südlich von Ujeździec in die Raczyna mündet.
Der Bach hat eine Länge von 12,5 Kilometern, davon liegen 11,4 Kilometer in Tschechien. Der tschechische Teil des Einzugsgebietes umfasst 19,19 km², dort leben 90 Menschen. (Der größte Teil von Javorník liegt im Einzugsgebiet des Račí potok.) Die durchschnittliche Durchflussmenge an der polnisch-tschechischen Grenze beträgt 0,368 m³/s.

## Zuflüsse
- Obecní potok (r), unterhalb Travná
- Červenka bzw. Hraniční potok (l), östlich von Kohout in Polen